# 农博 (印度)
农博（Nongpoh），是印度梅加拉亚邦里波伊县的一个城镇。2001年总人口13165。

## 人口
该地2001年总人口13165人，其中男性6742人，女性6423人；0－6岁人口2808人，其中男1451人，女1357人；识字率60.65%，其中男性为62.58%，女性为58.63%。